# Třída V 150
Třída V 150 byla třída torpédoborců německé Kaiserliche Marine z období první světové války. Celkem bylo postaveno jedenáct jednotek této třídy. Následoval přitom ještě dvanáctý torpédoborec SMS V 161 s turbínovým pohonem. V první světové válce byl jeden torpédoborec potopen. Po válce byly dvě jednotky v rámci reparací předány Velké Británii. Ostatní zůstaly ve službě v poválečné německé Reichsmarine a následně též v Kriegsmarine. Dosloužily jako pomocná plavidla. Tři byly potopeny za druhé světové války. T 158 po válce získalo sovětské námořnictvo.

## Stavba
Celkem bylo postaveno jedenáct jednotek této třídy. Objednány byly ve fiskálním roce 1907. Jejich kýly byly založeny roku 1907 v loděnici AG Vulcan Stettin ve Štětíně. Do služby byly přijaty v letech 1907–1908.
Jednotky třídy V 150:
| Jméno | Zahájení stavby | Spuštění na vodu   | Zařazena do služby | Status |
| ----- | --------------- | ------------------ | ------------------ | --- |
| V 150 | 1907            | 1. srpna 1907      | listopad 1907      | Dne 18. května 1915 se v ústí řeky Jade potopil po kolizi s torpédoborcem V 157.                                                                                       |
| V 151 | 1907            | 14. září 1907      | únor 1908          | Od září 1917 přejmenován na T 151. Od roku 1937 řídící plavidlo. Od roku 1939 plavidlo pro vyzvedávání torpéd.                                                         |
| V 152 | 1907            | 11. října 1907     | duben 1908         | Od září 1917 přejmenován na T 152. Vyškrtnut 1931. |
| V 153 | 1907            | 13. listopadu 1907 | květen 1908        | Od září 1917 přejmenován na T 153. Od roku 1938 cvičná loď Eduard Jungmann. Roku 1945 předán USA. Sešrotován.                                                          |
| V 154 | 1907            | 19. prosince 1907  | červen 1908        | Od září 1917 přejmenován na T 154. Vyškrtnut 1928. |
| V 155 | 1907            | 28. ledna 1908     | červen 1908        | Od září 1917 přejmenován na T 155. Od roku 1936 plavidlo pro vyzvedávání torpéd. Dne 4. května 1945 ve Svinoústí potopen sovětským letectvem.                          |
| V 156 | 1907            | 29. února 1908     | červenec 1908      | Od září 1917 přejmenován na T 156. Od roku 1936 plavidlo pro vyzvedávání torpéd. Roku 1944 přejmenován na Bremse. Dne 3. května 1945 potopen vlastní posádkou v Kielu. |
| V 157 | 1907            | 29. května 1908    | srpen 1908         | Od září 1917 přejmenován na T 157. Od roku 1936 plavidlo pro vyzvedávání torpéd. Dne 22. října 1943 poblíž poloostrova Hel potopen minou.                              |
| V 158 | 1907            | 23. června 1908    | říjen 1908         | Od září 1917 přejmenován na T 158. Od roku 1936 plavidlo pro vyzvedávání torpéd. Roku 1945 předán Sovětskému svazu a zařazen jako Prozorlivyj.                         |
| V 159 | 1907            | 18. července 1908  | listopad 1908      | Od září 1917 přejmenován na T 159. Roku 1920 předán Velké Británii. Sešrotován.                                                                                        |
| V 160 | 1907            | 12. září 1908      | prosinec 1908      | Od září 1917 přejmenován na T 160. Roku 1920 předán Velké Británii. Sešrotován.                                                                                        |

## Konstrukce

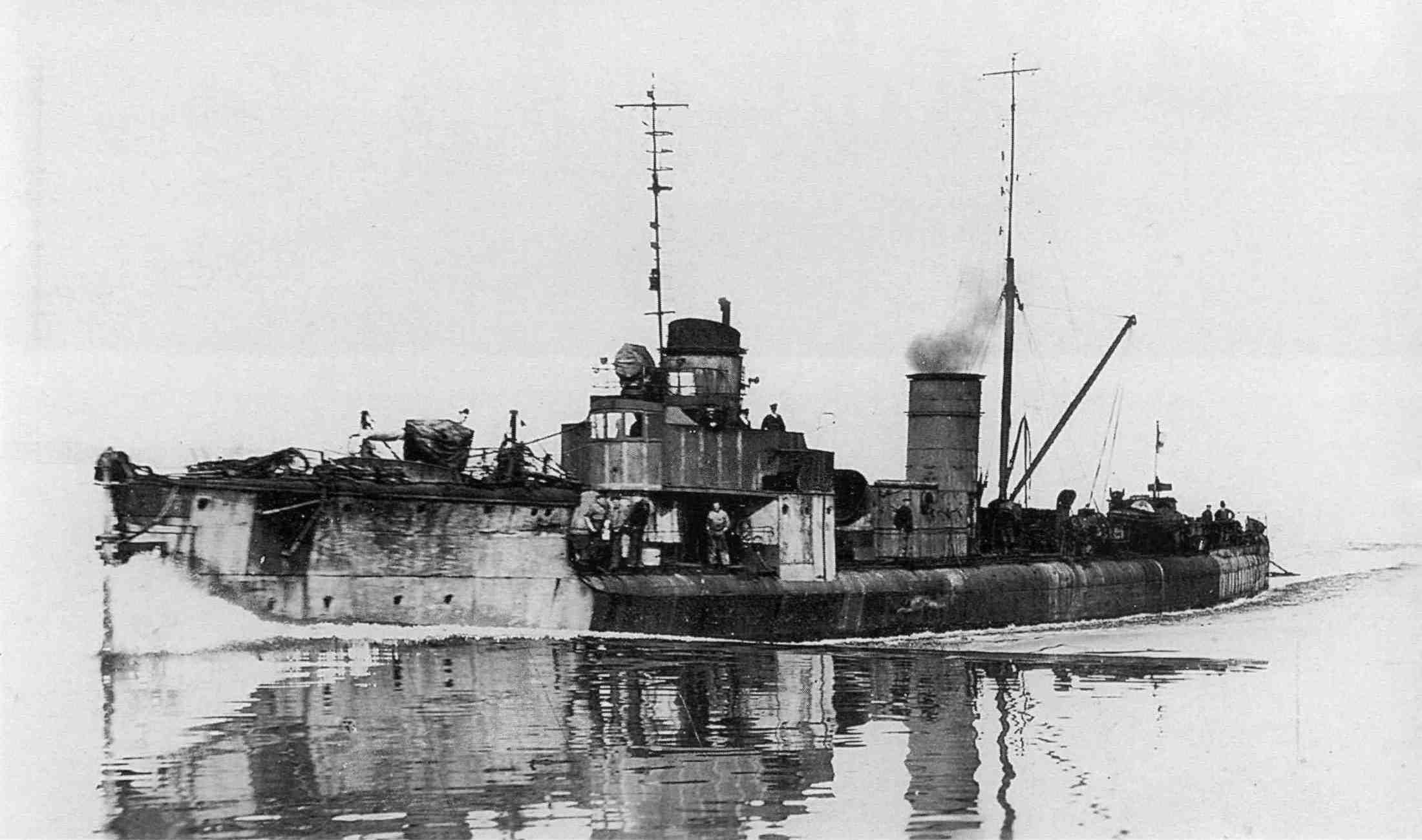
SMS T 151

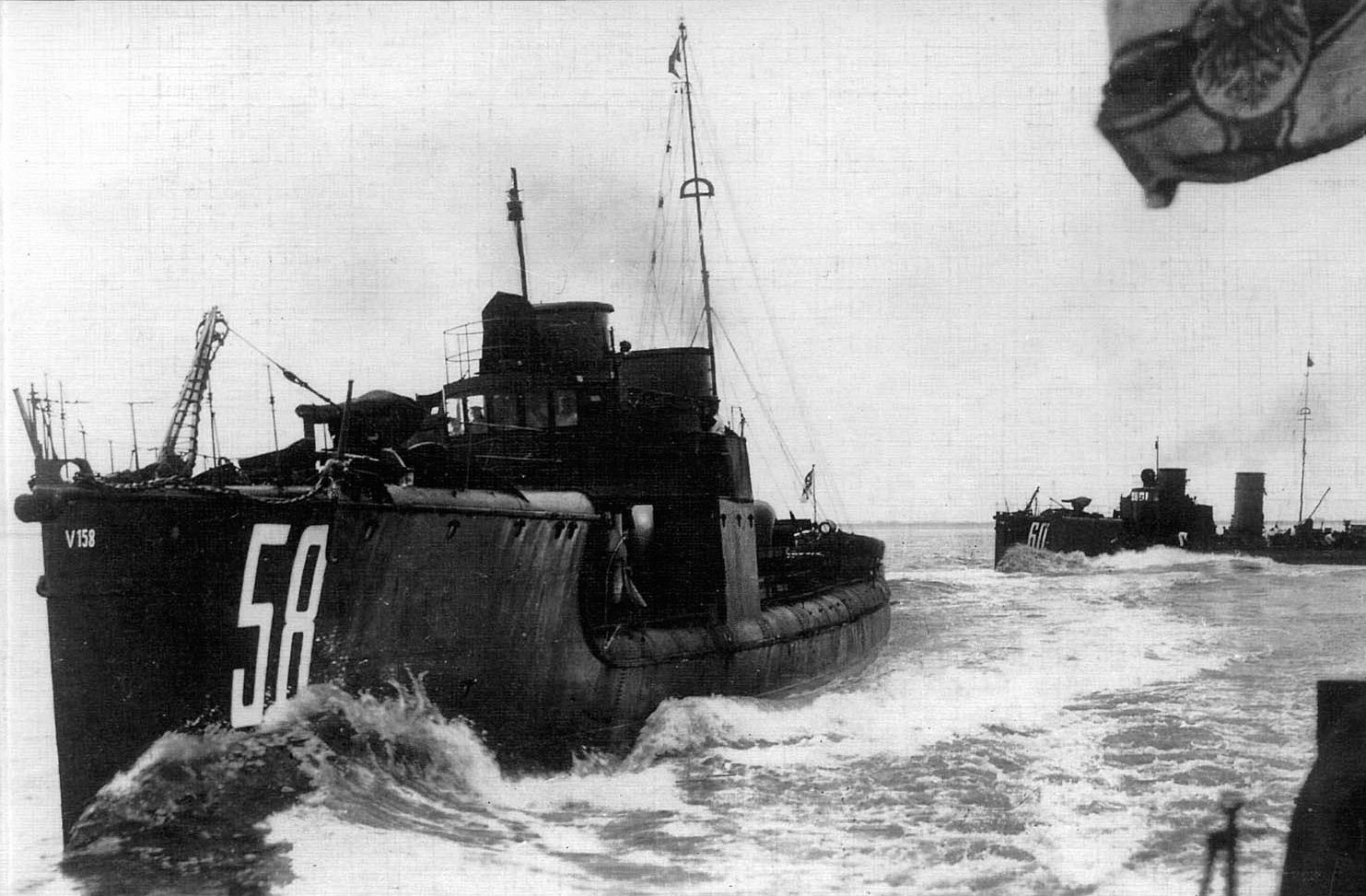
SMS V 158 a SMS V 160

Hlavní výzbroj torpédoborců představovaly dva 88mm kanóny a tři jednohlavňové 450mm torpédomety se zásobou čtyř torpéd. Pohonný systém tvořily čtyři kotle Marine a dva parní stroje s trojnásobnou expanzí o výkonu 10 900 hp, pohánějící dva lodní šrouby. Nejvyšší rychlost dosahovala 30 uzlů. Dosah byl 895 námořních mil při rychlosti sedmnáct uzlů.

### Modifikace
Torpédoborce T 151, T 155, T 156, T 157 a T 158 byly později upraveny na pomocná plavidla sloužící k vyzvedávání vystřelených cvičných torpéd. Byly z nich odstraněny torpédomety. Naopak byly vybaveny pro uložení až dvanácti torpéd.
Torpédoborec T 153 byl roku 1938 upraven na dělostřeleckou cvičnou loď Eduard Jungmann. Plavidlo bylo vybaveno šesti dálkoměry. Roku 1940 bylo vyzbrojeno jedním 88mm kanónem a až dvěma 20mm kanóny.